# 绒毛新木姜子
绒毛新木姜子（学名：Neolitsea tomentosa）为樟科新木姜子属下的一个种。